# Ipazoltic
Ipazoltic är en ort i Mexiko.   Den ligger i kommunen San Martín Hidalgo och delstaten Jalisco, i den centrala delen av landet, 500 km väster om huvudstaden Mexico City. Ipazoltic ligger 1 396 meter över havet och antalet invånare är 510.
Terrängen runt Ipazoltic är platt åt nordost, men åt sydväst är den kuperad. Runt Ipazoltic är det ganska tätbefolkat, med 70 invånare per kvadratkilometer. Närmaste större samhälle är Ameca, 13,7 km norr om Ipazoltic. Trakten runt Ipazoltic består till största delen av jordbruksmark.